# Richard Armitage

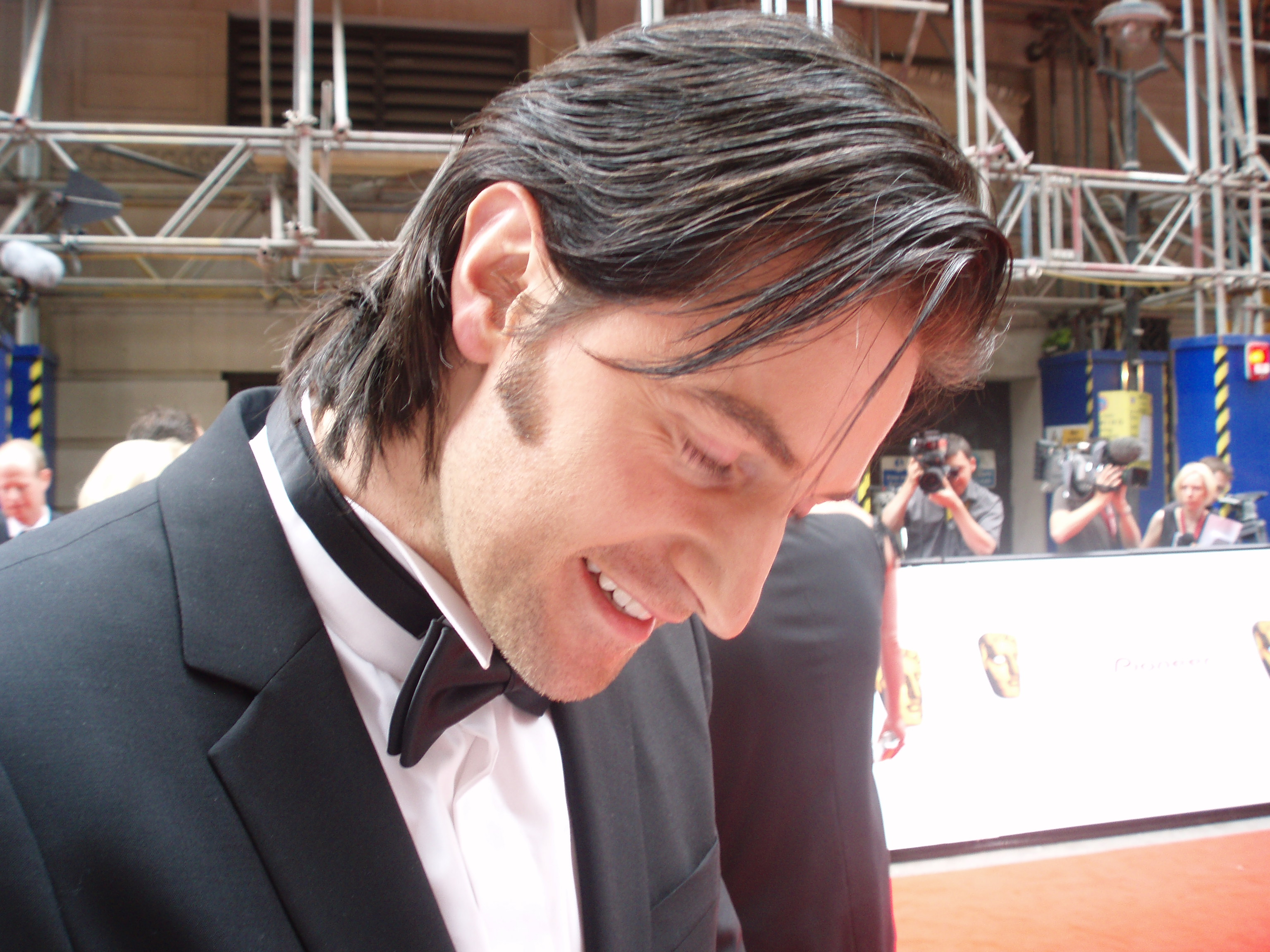
Richard Armitage 2007

Richard Armitage (n. 22 august 1971, Huncote⁠(d), Blaby⁠(d), Anglia, Regatul Unit) este un actor britanic.

## Carieră
Născut în Leicester, a studiat la Brockington College după care a urmat cursurile Pattison College în Coventry, apoi a studiat actoria la London Academy of Music and Dramatic Art (LAMDA).
La 17 ani s-a alăturat circului din Budapesta pentru 6 săptămâni pentru a-și câștiga cardul Equity (Equity Card).  Primul sau rol important a fost în drama BBC Sparkhouse (2002). După o varietate de roluri secundare în producțiile TV Between The Sheets, Cold Feet (series 5), și Ultimate Force (Series 2), a obținut primul său rol principal, cel al lui John Thornton în drama BBC North and South bazat pe romanul scris de Elizabeth Gaskell. Datorită acestui rol a câștigat admirația telespectatoarelor.
În 2005, a apărut în Macbeth, parte din seriile BBC ShakespeaRe-Told. A jucat în The Impressionists (BBC), în care a jucat rolul tânărului Claude Monet, și în The Golden Hour ca Dr. Alec Track.
A apărut pe scenă în producțiile Royal Shakespeare Company și în diferite muzicaluri cum ar fi Cats.
În 2006 Armitage a acceptat rolul important al lui Sir Guy of Gisborne în serialul BBC Robin Hood. A apărut de asemenea și în cele 2 seriale speciale de Crăciun din The Vicar of Dibley, ca Harry Kennedy - noul interes în dragoste și eventual soț al Geraldinei Granger (vicar).
Pe 8 aprilie 2007 a jucat în George Gently, dramă polițistă, cu Martin Shaw și Lee Ingleby. Armitage joacă rolul unui biciclist, Ricky Deeming.
Pe 9 mai, a apărut în producția BBC Miss Marie Lloyd - Queen of The Music Hall. A jucat rolul primului soț al Mariei Lloyd, Percy Courtenay. De asemenea, a apărut și în producția Granada TV, 'Ordeal by Innocence', ecranizare a romanului scris de Agatha Christie. Joacă rolul lui Philip Durrant.
Și-a făcut timp deși participa la filmările pentru Robin Hood să prezinte premiul pentrue Cel Mai Bun Serial Dramatic la  BAFTAs
Al doilea sezon al serialului Robin Hood a început să fie difuzat pe 6 octombrie în Anglia, pe postul de televiziune BBC 1.

## Teatru (selecție)
- 1998: Hamlet ca Bernardo
- 1999: The Four Alice Bakers ca Young Ritchie
- 1999: Macbeth (Royal Shakespeare Company) ca Angus
- 2000: The Duchess of Malfi (Royal Shakespeare Company) ca Delio

## Filmografie

### Televiziune
- 1995: Boon ca Man in pub
- 1999: Cleopatra ca Epiphanes
- 2001: Casualty: Playing with Fire ca Craig Parker
- 2001: Doctors: Good Companions ca Dr Tom Steel
- 2001: Macbeth (Royal Shakespeare Company) ca Angus
- 2002: Spooks (series 1): Traitor's Gate ca Armed Police Officer Bob
- 2002: Sparkhouse ca John Standring
- 2003: Cold Feet (series 5) ca Lee
- 2003: Ultimate Force (series 2) ca Captain Ian Macalwain
- 2003: Between The Sheets ca Paul Andrews
- 2004: North and South ca John Thornton
- 2005: ShakespeaRe-Told (Macbeth) ca Peter Macduff
- 2005: The Golden Hour ca Dr Alec Track
- 2005: The Inspector Lynley Mysteries: In Divine Proportion ca Philip Turner
- 2005: Malice Aforethought ca William Chatford
- 2006: The Impressionists ca young Claude Monet
- 2006: Robin Hood (series 1-3) ca Sir Guy of Gisborne (2006-Present)
- 2006: The Vicar of Dibley: Christmas Special ca Harry Kennedy
- 2007: George Gently ca Ricky Deeming
- 2007: Miss Marie Lloyd - Queen of The Music Hall ca Percy Courtenay
- 2007: Miss Marple: Ordeal by Innocence ca Philip Durrant
- 2008: Spooks (series 7-8) ca Agent Lucas North (2008-Present)

### Film
- 1999: This Year's Love
- 1999: Războiul Stelelor - Episodul I - Amenințarea fantomei ca Bravo fighter pilot
- 2006: Frozen ca Steven
- 2012: Hobbitul: O călătorie neașteptată
- 2013: Hobbitul: Dezolarea lui Smaug
- 2021: Gunoierii spațiali
- 2022: The Man from Rome
- 2023: The Boy in the Woods

## Apariții publice
- 2003: RI:SE (17 noiembrie 2003)
- 2004: GMTV (12 noiembrie 2004)
- 2006: Jonathan Ross's World of Robin Hood
- 2006: National TV Awards (1 noiembrie 2006)
- 2006: BAFTA Children's Awards (26 noiembrie 2006)
- 2007: BAFTA TV Awards (20 mai 2007)
- 2007: GMTV (3 octombrie 2007)
- 2007: The Five Women In Film And Television Awards (7 decembrie 2007)
- 2008: This Morning (27 octombrie 2008)
- 2008: BBC One Breakfast Show (27 octombrie 2008)
- 2009: The Story of the Costume Drama (3 decembrie 2008)
- 2009: BBC Showcase (BBC One Breakfast Show) (25 februarie 2009)
- 2009: GMTV (25 martie 2009)

## Discografie
- 2006: Robin Hood: Will You Tolerate This?
- 2006: Robin Hood: Sheriff Got Your Tongue?
- 2006: Robin Hood: Who Shot The Sheriff?
- 2006: Robin Hood: Parent Hood
- 2007: The Lords of the North

## Alte apariții
- 2006: CBeebies Bedtime Hour (9-13 octombrie 2006)
- 2007: Channel 4: Empire's Children, narator (2 iulie 2007)
- 2007: BBC Radio 4: The Ted Hughes Letters, ca Ted Hughes (29 octombrie 2007)
- 2007: BBC Radio 2: A War Less Ordinary, narator (10 noiembrie 2007)
- 2009: ITV: New Homes from Hell, narator (3 martie 2009)
- 2009: Channel 4: The Great Sperm Race, narator (23 martie 2009)